# William H. Hay
William H. Hay (16 de julio de 1860-17 de diciembre de 1946) fue un oficial del Ejército de los Estados Unidos que alcanzó el rango de Mayor General como comandante de la 28.ª División de Infantería en la Primera Guerra Mundial.

## Primeros años
William Henry Hay nació en Drifton, Florida el 16 de julio de 1860. Su padre, Turner Hay, era un veterano del ejército de las Guerras Semínolas y sirvió en Harney's Dragoons. Turner Hay también sirvió en el Ejército de los Estados Confederados durante la guerra civil estadounidense y participó en las batallas de Olustee y Natural Bridge.
William Hay se graduó de la Academia Militar de los Estados Unidos en 1886 y fue compañero de clase de John J. Pershing. Hay tenía 22 años cuando ingresó en West Point, varios años más que todos sus compañeros de clase. Como resultado, sus compañeros cadetes se refirieron a él como "papá", el apodo con el que seguía siendo conocido.

## Inicio de carrera
Hay fue comisionado como segundo teniente en el 3.er Regimiento de Caballería y sirvió en Texas en Fort Davis, Fort Clark y el Fuerte Sam Houston. Luego asistió a la Escuela de Aplicación de Infantería y Caballería en Fort Leavenworth, después de lo cual sirvió en el 10.º Regimiento de Caballería en Fort Custer, Montana.

## Guerra hispanoamericana
Durante la guerra hispanoamericana, Hay fue Capitán temporal en los Voluntarios de los Estados Unidos y fue asignado al servicio de Intendencia. Pasó cuatro años en Cuba como Recaudador de Aduanas en Matanzas y adjunto de Tasker Bliss, quien era el jefe del Servicio de Aduanas de Cuba. Hay hablaba español con fluidez, tanto hablado como escrito, lo que le permitió reorganizar y administrar eficazmente los muelles, almacenes y oficinas bajo su jurisdicción.

## Periodo posterior a la guerra hispano-estadounidense
Después de la guerra, Hay volvió a su rango permanente de primer teniente. De 1902 a 1905, Hay sirvió en todo el Departamento de Misuri con la 10.ª Caballería. De 1905 a 1909 fue profesor de Ciencias Militares en la Universidad Estatal de Pensilvania. Luego sirvió con la décima caballería en Fort Ethan Allen, Vermont.
Hay era un tirador experto y estuvo en el Equipo Nacional de Rifles de Caballería de EE. UU. Durante varios años, incluido un período como capitán del equipo.
En 1913, Hay se graduó en el Army War College y luego permaneció en la facultad. En 1914 y 1915 fue jefe de personal del Departamento Sur del Ejército y su División de Caballería.
En los años inmediatamente anteriores a la Primera Guerra Mundial, Hay sirvió con el 4.º de Caballería, comandó brevemente el 3.er Escuadrón, el 3.º de Caballería, y luego fue asignado al 15.º de Caballería en Filipinas. En julio de 1916, Hay fue ascendido a coronel como comandante de la 15.ª Caballería.

## Primera Guerra Mundial
Al comienzo de la Primera Guerra Mundial, Hay fue ascendido a General de Brigada temporal como comandante de la Brigada de Infantería 184, un comando subordinado de la División 92, una organización de soldados afroamericanos y oficiales blancos. Dirigió la brigada durante el combate en Francia, incluido el combate en el área de Saint-Dié-des-Vosges y la Ofensiva Meuse-Argonne.
Como fue el caso de la 93.ª División, la 92.ª luchó principalmente en sectores franceses, ya que los altos mandos estadounidenses y británicos no querían que estas unidades segregadas lucharan cerca de organizaciones compuestas por soldados blancos. A pesar de su éxito al liderar tropas negras en combate, Hay supuestamente expresó una baja opinión de los soldados afroamericanos y argumentó en contra de permitirles asistir al entrenamiento de oficiales o servir en roles de liderazgo. En contraste, Emmett Jay Scott escribió en 1919 sobre los elogios de Hay a los soldados afroamericanos durante una ceremonia poco antes de que regresaran a los Estados Unidos: "He estado con tropas de color durante 25 años y nunca he visto mejores soldados que los reclutados. hombres que compusieron esta (92.ª) división ". El 26 de octubre de 1918, Hay fue ascendido a General de División temporal y asignado al mando de la 28.ª División después de que Charles H. Muir fuera elevado al mando del IV Cuerpo. Continuó al mando de la división hasta el final de la guerra en noviembre, y permaneció al mando hasta que Muir asumió nuevamente el mando y la división regresó a los Estados Unidos en abril de 1919. De abril a junio de 1919, Hay comandó la Sección Intermedia de la Servicios de Abastecimiento del Ejército, regresando luego a los Estados Unidos.

## Después de la Primera Guerra Mundial
Desde junio de 1919 hasta julio de 1920, Hay fue comandante de Camp Custer, Míchigan. En julio de 1920 volvió a su rango permanente de coronel y fue asignado como inspector general de las fuerzas estadounidenses en Alemania, con sede en Koblenz.
En mayo de 1921 fue asignado como jefe de personal de las Fuerzas Americanas en Alemania, donde permaneció hasta su ascenso en 1922 a General de Brigada permanente y al mando de la 1.ª Brigada de Caballería en el Campamento Harry J. Jones, cerca de Douglas, Arizona.
En 1922, su esposa y él sufrieron lesiones en un accidente automovilístico, que lo llevó a retirarse del ejército en 1924.
Después de un año convaleciente de sus heridas, de 1926 a 1939, Hay fue superintendente de Camp Smith, el sitio de entrenamiento de la Guardia Nacional de Nueva York.
En 1930, su rango de dos estrellas fue restaurado cuando el Congreso aprobó una ley que permitía a los oficiales generales de la Primera Guerra Mundial retirarse en el nivel más alto que habían tenido.

## Muerte y entierro
Hay se retiró en 1939 y residió en la ciudad de Nueva York. Murió en Glen Cove, Nueva York el 17 de diciembre de 1946 y fue enterrado en el cementerio de la Academia Militar de los Estados Unidos, Sección 8K, Sitio 123.

## Premios
Los premios de Hay incluyeron la Medalla al Servicio Distinguido del Ejército, la Croix de Guerre francesa, la Legión de Honor (Comandante) y la Orden de la Estrella Negra (Comandante), y la Orden Belga de Leopoldo (Comandante).

## Familia
En 1887, Hay se casó con Edith Carman (1864-1958). Eran padres de cuatro hijos: Thomas Robson (1888-1974); William Wren (1890-1980); Edward Northup (1891-1958); y Richard Carman (1893-1930).